# 拉沙佩勒德旺布吕耶尔
拉沙佩勒-德旺布吕耶尔（法語：La Chapelle-devant-Bruyères，法語發音：[la ʃapɛl dəvɑ̃ bʁɥijɛʁ] ⓘ，意为“布吕耶尔前面的拉沙佩勒”）是法国大東部大區孚日省的一个市镇，属于孚日圣迪耶区。

## 地理
拉沙佩勒-德旺布吕耶尔（48°11'7"N, 6°47'18"E）面积20.23 平方千米，位于法国大東部大區孚日省，该省份为法国东北部内陆省份，北起默兹省和默尔特-摩泽尔省，西接上马恩省，南至上索恩省和贝尔福地区省，东临上莱茵省和下莱茵省。
与拉沙佩勒-德旺布吕耶尔接壤的市镇（或旧市镇、城区）包括：拉乌西耶尔、拉沃利讷-德旺布吕耶尔、莱普利耶尔、维安维尔、阿朗泰斯德科尔雪、巴尔贝-瑟鲁、比唐河畔贝尔蒙、比方丹、布吕耶尔、科尔雪、格朗日-欧蒙泽。
拉沙佩勒-德旺布吕耶尔的时区为UTC+01:00、UTC+02:00（夏令时）。

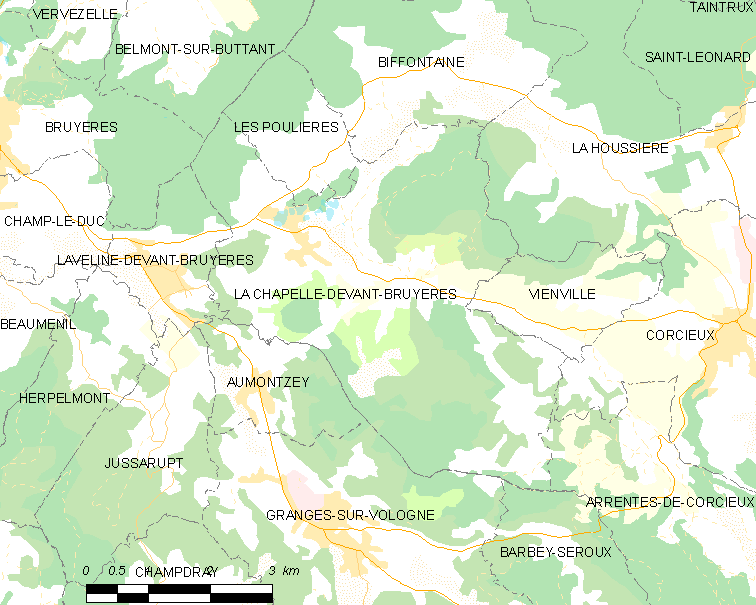
拉沙佩勒-德旺布吕耶尔的OSM定位图

## 行政
拉沙佩勒-德旺布吕耶尔的邮政编码为88600，INSEE市镇编码为88089。

## 政治
拉沙佩勒-德旺布吕耶尔所属的省级选区为热拉尔梅县。

## 人口
拉沙佩勒-德旺布吕耶尔于2022年1月1日时的人口数量为549人。

1962-2008年间拉沙佩勒-德旺布吕耶尔人口变化图示